# Нестеренко Борис Григорович
Борис Григорович Нестеренко (7 серпня 1914, Пінськ — 7 грудня 1988) — член Спілки художників СРСР, учасник багатьох художніх виставок, зарубіжних аукціонів, його роботи є в музеях, галереях в Україні, приватних колекціях і Російській Федерації.

## Біографія
Борис Григорович Нестеренко народився 7 серпня 1914 року в місті Пінську (Російська імперія, нині Республіка Білорусь, у 1921—1939 у складі Польської Республіки). Батько був начальником гомельських паровозоремонтних майстерень (засновані в 1874 році як паровозовагоноремонтні майстерні Лібаво-Роменської залізниці). У багатодітній сім'ї було дев'ятеро дітей, молодші — близнюки Борис і Гліб стали художниками.
У 1934 році вони поступили у Вітебський художній технікум — до 1923 р. і після 1934 по 1939 р. Після закінчення художнього технікуму в 1939 році Борис вступив у Всеросійську Академію Мистецтв (Академія мистецтв СРСР), але вчитися йому не довелося, тому що в тому ж році він був покликаний в армію, служив на посаді командира танка, потім був покинутий парашутним десантом на територію БРСР, де організував партизанський загін, проводив диверсії на комунікаціях німецько-фашистських загарбників. Був комісаром партизанського з'єднання в Білорусії по Барановицькій області.
Після закінчення війни працював начальником обласного відділу мистецтв в Барановичах і був художником при Спілці художників БРСР.
У 1950 році він переїхав до Києва, відтоді його життя і творчість пов'язані з Україною. Брав участь в оформленні Всесоюзної сільськогосподарської виставки. Працював у Київському товаристві художників і Київському обласному відділенні Художнього фонду України.
Учасник Другої світової війни, нагороджений багатьма орденами і медалями.

## Творчість
Борис Григорович Нестеренко — художник двовимірного простору, його рейтинг в Єдиному художньому рейтингу (один з інструментів формування цивілізованого арт-ринку у Росії) 2D . Поєднував у своїй творчості традиції радянської, української та білоруської живописних шкіл, риси академічного соцреалізму і так званого «радянського імпресіонізму».
Працював в різних жанрах станкового живопису — в першу чергу, пейзажної, в тому числі морському та міському пейзажі — на його картинах зображені: Київ, вже багато в чому нами втрачений, Видубичі, Києво-Печерська лавра, а також культовий Седнів, в мальовничих околицях якого розташовувався Будинок творчості художників України. Недарма багато пейзажних об'єкти Седніва на його картинах збігаються з натурою відомої української художниці Тетяни Нилівни Яблонської.
Крім того, художник працював в жанрі портрета, історичному жанрі, автор Ленініани, жанрового живопису, натюрмортів в стилі соцреалізму і радянського імпресіонізму в техніках — олія, темпера, олівець. Хронологія робіт: 50-ті — 80-ті роки 20 століття.
Борис Григорович Нестеренко — учасник багатьох виставок республіканського і всесоюзного значення. Його роботи знаходяться в фондах Донецького художнього музею («Партизанка» 1971, «Вечір на Десні» 1972), Хмельницького краєзнавчого музею («У суворі роки Війни»1974), Краматорського художнього музею («Натюрморт» 1979) та ін. В приватних колекціях, галереях, колекціях різних установ — ВНЗ, банків, бібліотек — знаходяться його роботи «Станція метро Дніпро» 1964, «Бригадир» 1972, «В майстерні художника» 1975, «Натхнення» («Чайковський за роботою») 1976, «За старими дорогам» 1977, «Поля ліворуч, поля направо» 1985, «Чарівниця» 1986, «Дніпровські далі» 1987, «Повінь на Дніпрі» 1987, «Наша спрацювала» 1988 і багато інших. На зарубіжних аукціонах Франції, Італії та інших країн продані роботи «Важкі завдання» 1956, «Страж» та ін.

## Виставки
Після смерті художника в Київському будинку художника була проведена персональна виставка його живописних робіт.
У 90-ті роки його картини активно вивозилися за кордон галеристами, сліди багатьох робіт загублені назавжди.
До сторіччя від дня народження художника відбулася виставка ретроспектива його робіт в музеї-майстерні Івана Кавалерідзе.